# Nelson Ned

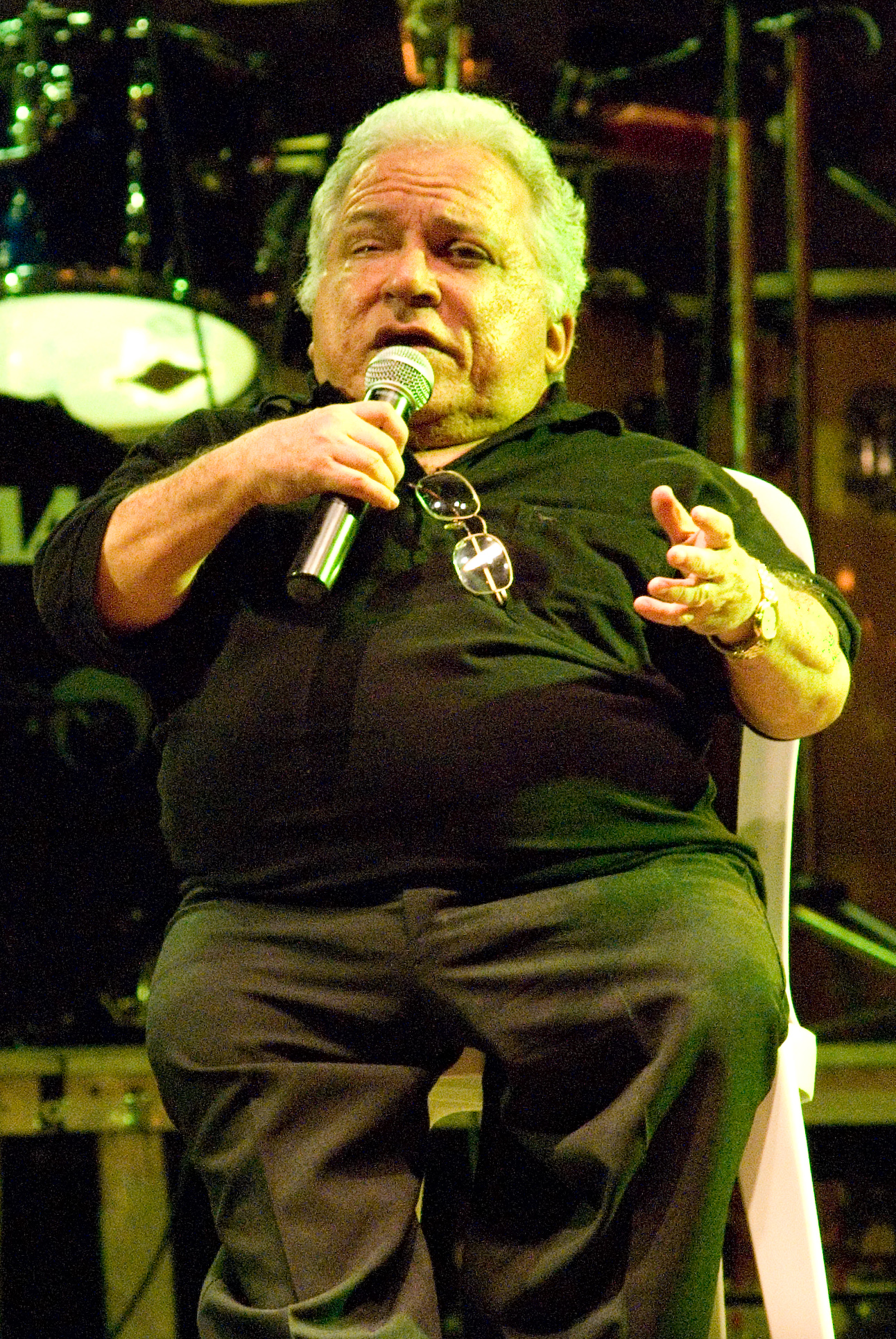
Nelson Ned, 2008

Nelson Ned d’Ávila Pinto (* 2. März 1947 in Ubá, Minas Gerais; † 5. Januar 2014 in São Paulo) war ein brasilianischer Singer-Songwriter.

## Leben und Wirken
Ned sang bereits als Kind bei Veranstaltungen in seiner Heimatstadt. Zwölfjährig begann er, in einer Schokoladenfabrik in Belo Horizonte zu arbeiten.
Zugleich trat er in den Kinderprogrammen Cirquinho do Bolão und Clube do Pererê bei TV Itacolomi und in Aldair Pintos Programmen bei Rádio Inconfidência auf. Dreizehnjährig nahm er eine Single mit dem Walzer Eu Sonhei que tu Estavas tão Linda von Lamartine Babo und Francisco Matoso und dem Prelúdio à Volta von Osmar Navarro auf.
1968 ging er nach Rio de Janeiro und veröffentlichte dort die LP Um Show de 90 Centímetros. 1968 unterzeichnete er einen Vertrag mit dem Label Chantecler, wo die Songs Tamanho Não É Documento (mit Hamilton Gouvêa Bastos), und Me Ensine a Viver sem Você erschienen. Im gleichen Jahr gewann er mit seiner Komposition Tudo Passará den Ersten Preis beim Festival de la Canción in Buenos Aires. Die gleichnamige LP mit Arrangements und unter der Leitung von Antônio Porto Filho (Maestro Portinho) erschien 1969.
In den 1970er Jahren tourte Ned durch Lateinamerika und die USA, 1974 trat er in der New Yorker Carnegie Hall auf. Mit O Poder da Fé veröffentlichte er 1976 sein erstes Gospel-Album. 1974 hatte er großen Erfolg in den USA mit Happy Birthday, My Darling. 1981 nahm er in spanischer Sprache das Album Perdidamente Apaixonado auf. 1993 konvertierte er zum Christentum und sang und komponierte danach vorwiegend religiöse Lieder.
Neben Altemar Dutra, Agnaldo Timóteo, Lindomar Castilho und Waldick Soriano gehörte Ned zu den bedeutendsten brasilianischen Bolerosängern. Der kleinwüchsige Musiker – er war 1,22 Meter groß – hatte mit zunehmendem Alter mit gesundheitlichen Problemen zu kämpfen; er litt an Diabetes und Bluthochdruck. Ein Schlaganfall beendete 2003 seine Bühnenlaufbahn. Seine restlichen Lebensjahre verbrachte er in einem Pflegeheim.